# Deliochus zelivira
Deliochus zelivira là một loài nhện trong họ Araneidae.
Loài này thuộc chi Deliochus. Deliochus zelivira được Eugen von Keyserling miêu tả năm 1887.